# Укрінмаш
Державна госпрозрахункова зовнішньоторговельна та інвестиційна фірма «Укрінмаш» (ДП ДГЗІФ «Укрінмаш») — перший український спецекспортер, діяльність якого спрямована на збут продукції та надання послуг спеціального та військового призначення. ДП ДГЗІФ «Укрінмаш» була створена у 1991 році. ДП ДГЗІФ «Укрінмаш» входить до складу Акціонерного товариства «Українська оборонна промисловість»  ( попередня назва  ДК «Укроборонпром»).

## Історія
Державну госпрозрахункову зовнішньоторговельну фірму «Укрінмаш» було створено при Держоборонпроммашу України (Державний комітет Української РСР по оборонній промисловості і машинобудуванню) у 1991 році згідно з наказом від 30.10.1991 року № 9
Після розпаду Мінрадіопрому, фірма «Укрінмаш» отримала базу даного міністерства та здобула назву Науково-виробниче зовнішньоторговельне об'єднання «Укрінмаш».
У 1992 році Науково-виробниче об'єднання «Укрінмаш» уклало першу угоду на один мільйон гривень. Згодом було укладено зовнішньоекономічний контракт на суму 3 мільйони гривень з Південною Кореєю та контракт з Індією на постачання літаків, після чого обсяги фінансових надходжень стрімко зросли.
У період з 1992—1993 років фірма «Укрінмаш» мала право на видачу експортних висновків та дозволів. Згодом було створено Державну службу експортного контролю України, але фірма «Укрінмаш» ще певний час зберігала архіви.
У зв'язку з ліквідацією Держоборонпроммашу України було підготовлено Наказ від 14 жовтня 1993 року № 561 з метою перепідпорядкування ДП ДГЗІФ «Укрінмаш» Міністерству машинобудування, військово-промисловому комплексу і конверсії України (Мінмашпром).
У листопаді 1995 року Кабінет міністрів України надав дозвіл на оснащення Збройних Сил України імпортними матеріальними ресурсами та пально-мастильними матеріалами за посередництва зовнішньоторговельної фірми «Укрінмаш» з оплатою даної діяльності із засобів державного бюджету України.
У жовтні 1997 року фірма «Укрінмаш» отримала право реалізації майна Збройних Сил України на внутрішньому ринку України, а в 1998 році — право на реалізацію на внутрішньому ринку України будь-якого майна Збройних Сил та інших збройних формувань України (в тому числі майна Міністерства внутрішніх справ України та Служби безпеки України), за виключенням вибухових речовин, озброєння та боєприпасів.
У розпорядження фірми було передано виробничу базу для ремонту та передпродажну підготовку автомобільної та інженерної техніки.
Після створення у грудні 2010 року Державного концерну «Укроборонпром», фірму «Укрінмаш» було включено до складу концерну.
У жовтні 2014 року у ДП ДГЗІФ «Укрінмаш» було створено департамент імпорту, що дозволило збільшити обсяги реалізованої продукції.
Сьогодні ДП ДГЗІФ «Укрінмаш» — це надійний спецекспортер з 25-річним досвідом роботи на міжнародній арені. 

## Керівництво
1. Марусич Борис Іванович (1991—1996 рр.)
2. Стичішин Павло Петрович (1996—2005 рр.)
3. Перегудов Дмитро Олександрович (2005—2010 рр.)
4. Студинікин Геннадій Олексійович (2010—2012 рр.) в.о.
5. Медвідь Руслан Володимирович (2012—2013 рр.)
6. Шеремет Геннадій Іванович (07.2013-09.2013 рр.)
7. Хош Станіслав Михайлович (2013—2014 рр.)
8. Майборода Анатолій Анатолійович (03.2014-09.2014 рр.)
9. Омельянчук Володимир Прокопович (2014—2015 рр.) в.о.
10. Слюсаренко Сергій Валерійович (2015- 05.2019 рр.)
11. Калюжний Олег Олексійович (05.2019 - 12.2019 рр.)
12. Шрамко Юрій Леонідович (01.2020 - 03.2020 рр.)
13. Орлов Олег Володимирович (03.2020 - 02.2022 рр.)
14. Возний Олег Анатолійович (02.2022 - 03.2022 рр.) в.о.
15. Михайлюк Микита Юрійович (03.2022 - 10.2022 рр.)
16. Возний Олег Анатолійович (10.2022 - 11.2022 рр.) в.о.
17. Калинчук Олександр Іванович ( 11.2022 -

## Основні напрямки діяльності

### Продукція
- експорт зброї та військових товарів у секторі бронетехніки, авіабудування, суднобудування, системи радіолокацій, РЕБ та зв'язку, високоточного озброєння та боєприпасів;
- імпорт зброї та військових товарів для потреб української армії та інших оборонних установ.

### Послуги
- технічне обслуговування, ремонт / капітальний ремонт, модернізація військової техніки;
- обмін технологій та інновацій, включаючи розвиток заводів;
- координація спеціалізованого навчання для військового складу;
- пошук дослідно-конструкторських розробок та залучення інвестицій;
- переробка та утилізація старої військової техніки, очищення місцевості від мін;
- надання послуг у сфері маркетингу, реклами та посередницьких послуг.

### Цивільна продукція
- експорт товарів цивільного призначення, зокрема продуктів харчування, металів, товарів хімічної промисловості, машинної індустрії, електроніки тощо.

## Сьогодення
Сьогодні у світі прослідковується тенденція щодо нарощення збройного потенціалу. Державна фірма «Укрінмаш» виступає одним з координаторів міжнародної співпраці, що спрямована на спільну розробку зброї та військової техніки, яка відповідає найвищим стандартам, пошук перспективних тенденцій в оборонно-промисловій сфері, імплементування нових технологій тощо. Основна ціль фірми — це збереження інтересів України в оборонно-технічному секторі в рамках співпраці з іноземними партнерами. 25-річний досвід фірми дозволяє налагоджувати ефективну співпрацю з виробниками, міністерствами оборони спеціалізованими оборонними структурами та установами з понад 100 різних країн, зокрема Азербайджану, Болгарії, Вірменії, В'єтнаму, Грузії, Ефіопії, Єгипту, Ізраїлю, Індії, Кенії, Лівії, Нігерії, ОАЕ, Польщі, Республіки Бангладеш, Республіки Чад, Руанди, Словаччини, США, Туреччини, Уганди, Франції, Чехія, Шрі-Ланки тощо.
3 листопада 2015 року фірму «Укрінмаш» очолив Слюсаренко Сергій Валерійович. За минулий рік на підприємстві було здійснено ряд змін з метою підвищення ефективності праці та збільшення обсягів фінансових надходжень.
Сьогодні ДП ДГЗІФ «Укрінмаш» активно працює над наступними проектами:
- запровадження співпраці з Агентством передових оборонних дослідницьких проектів США «ДАРПА»;
- створення єдиного центру кібербезпеки із залученням міжнародного досвіду;
- налагодження технічної співпраці з Національною академією наук України та науковим центром Національної Гвардії України;
- встановлення ефективної комунікації з конструкторськими бюро для запуску серійного виробництва товарів військового призначення;
- розвиток інноваційних проектів та розробок;
- відкриття іноземних представництв в Об'єднаних Арабських Еміратах, Сполучених Штатах Америки, Бразилії, Шрі-Ланці, Перу, Нігерії тощо;
- створення аналітичної бази даних виробників та постачальників ОВТ, інформаційних довідок, політичних та економічних прогнозів, досліджень зовнішнього та внутрішнього ринків.